# Jessica Lucas
Jessica Lucas (Vancouver, Columbia Británica; 24 de septiembre de 1985) es una actriz canadiense. Es conocida por su papel como Lily Ford en Cloverfield, que fue lanzado en enero de 2008. Tuvo un papel secundario en la serie de televisión CSI: Crime Scene Investigation y en las películas She's the Man y The Covenant; en ambas fue protagonista al lado de Laura Ramsey. También interpretó a Sue Miller en Life As We Know It. Apareció como profesora de una escuela primaria en Melrose Place.
Últimos trabajos fue en las temporadas 4, 5 y 6 de la serie de The Resident como la neurocirujana Billie Sutton.

## Vida y carrera
Jessica nació y se crio en Vancouver, Columbia Británica, Canadá. Ha estado actuando desde que tenía sólo siete años, cuando recibía formación profesional en el Teatro Infantil de Artes. Obtuvo créditos teatrales en las producciones locales de Blancanieves y los Siete Enanitos, Grease, La Cenicienta, La Ratonera y Medley Music.[cita requerida]
En el 2001, Jessica firmó con una serie de televisión como Bekka Lawrence. La comedia, con capítulos de media hora de duración, se transmitió por la cadena de  televisión CBS, se estrenó el 4 de enero de 2001 y finalizó el 21 de octubre de 2005 y duró una temporada. También trabajó en una serie regular de televisión en Canadá en el 2002; sin embargo, debido a problemas financieros, la serie se canceló.[cita requerida]
Fue artista invitada en un episodio de The L Word como Roxanne en el 2004. Llegó a aparecer en una serie regular de corta duración de la ABC Life As We Know It como Sue Miller. La serie, que duró una temporada, se canceló debido a la baja audiencia. En el 2006, fue protagonista en películas como She's A Man y The Convenant. Fue elegida en Secrets of a Small Town y, a pesar de ser bien recibida, la serie se canceló debido a su alto presupuesto.[cita requerida]
En el 2007, apareció en el reparto de CSI: Crime Scene Investigation como Ronnie Lake, a pesar de los rumores que aparecen en cuatro episodios en los que negó que sería un reemplazo permanente para Sarah Sidle. El personaje se eliminó de la serie sin explicación alguna.[cita requerida]
En el 2008, fue actriz invitada, como Kimberley MacIntyre, en cuatro episodios de 90210. También apareció como Lilly en J. J. Abrams Cloverfield.
La película, estrenada por Paramount Pictures, fue un éxito de taquilla en todo el mundo, ganó $198.602.318 y fue bien recibida por la crítica.[cita requerida]
En el 2009, apareció en Amusement como Lisa. La película, que iba a estrenarse en las salas de cine a través de New Line Cinema, finalmente se lanzó en DVD.[cita requerida] Apareció en la serie de 1990 con el mismo nombre, Melrose Place.[cita requerida]
En el 2011, actuó como la protagonista femenina en la tercera entrega de la franquicia "Big Momma", en la que interpretó a Haley, la hermosa cantante y compositora en la escuela de niñas de Atlanta para las Artes, donde se encuentra con Trent (Brandon T. Jackson).[cita requerida]
Jessica interpreta a la protagonista femenina, Skye Yarrow, en la serie televisiva Cult para la cadena CW. El piloto se rodó en la primavera del 2012. La serie se canceló en abril del 2013, por baja audiencia.
También actuó como actriz secundaria en la película Evil Dead de 2013.

## Filmografía

### Cine
| Año  | Título                            | Rol            |
| ---- | --------------------------------- | -------------- |
| 2006 | She's the Man                     | Yvonne         |
| 2006 | The Covenant                      | Kate Tunney    |
| 2008 | Cloverfield                       | Lily Ford      |
| 2008 | Amusement                         | Lisa Swan      |
| 2011 | Big Mommas: Like Father, Like Son | Haley Robinson |
| 2013 | Evil Dead                         | Olivia         |
| 2014 | That Awkward Moment               | Vera           |
| 2014 | Pompeii                           | Ariadne        |

### Televisión
| Año       | Título                              | Rol               | Notas                                                       |
| --------- | ----------------------------------- | ----------------- | ----------------------------------------------------------- |
| 2000      | Seven Days                          | Rita              | Episodio: "The Backstepper's Apprentice"                    |
| 2001      | Halloweentown II: Kalabar's Revenge | Chica vampiresa   | Película para televisión                                    |
| 2001–2005 | Edgemont                            | Bekka Lawrence    | Recurrente (temp. 2–3); principal (temp. 4–5); 40 episodios |
| 2001      | The Sausage Factory                 | Haley             | Episodio: "Dances with Squirrels"                           |
| 2002–2003 | 2030 CE                             | Jakki Kaan        | Principal; 26 episodios                                     |
| 2002      | Damaged Care                        | Tasha Peeno       | Película para televisión                                    |
| 2003      | Romeo!                              | Jessica           | Episodio: "Slam Dunk"                                       |
| 2004      | The L Word                          | Roxanne           | Episodio: "Losing It"                                       |
| 2004–2005 | Life as We Know It                  | Sue Miller        | Principal; 13 episodios                                     |
| 2007      | CSI: Crime Scene Investigation      | Ronnie Lake       | 4 episodios                                                 |
| 2008      | 90210                               | Kimberly McIntyre | 4 episodios                                                 |
| 2009–2010 | Melrose Place                       | Riley Richmond    | Principal; 18 episodios                                     |
| 2011      | Friends with Benefits               | Riley Elliott     | Principal; 13 episodios                                     |
| 2011      | Psych                               | Lilly Jenkins     | Episodio: "Last Night Gus"                                  |
| 2013      | Cult                                | Skye Yarrow       | Principal; 13 episodios                                     |
| 2014      | Gracepoint                          | Renee Clemons     | Principal; 9 episodios                                      |
| 2015–2019 | Gotham                              | Tabitha Galavan   | Principal (temporadas 2–5); 46 episodios                    |
| 2019      | The Murders                         | Kate Jameson      | Principal; 8 episodios                                      |
| 2021–2023 | The Resident                        | Billie Sutton     | Principal (temporadas 4–presente); 26 episodios             |